# Oligodon formosanus
Espèce
Synonymes
- Simotes formosanus Günther, 1872
- Simotes bicatenatus Müller, 1878
- Simotes hainanensis Boettger, 1894
- Holarchus nesiotis Barbour, 1908
- Holarchus formosanus violaceoides Mell, 1930
- Holarchus formosanus brunnea Mell, 1930

Statut de conservation UICN

 LC  : Préoccupation mineure
Oligodon formosanus est une espèce de serpent de la famille des Colubridae.

## Répartition
Cette espèce se rencontre :
- dans le sud de la République populaire de Chine, dans les provinces du Zhejiang, Jiangxi, Fujian, Guangdong, Guangxi et à Hong Kong et Hainan ;
- à Taïwan ;
- au Japon (Ryukyu)
- au Viêt Nam.

## Description
Dans sa description Günther indique que le spécimen en sa possession mesure 56 cm dont 11,5 mm pour la queue. Son dos est brun clair et de nombreuses écailles sont bordées de noir. Sa face ventrale est uniformément jaunâtre.

## Étymologie
Son nom d'espèce, formosanus, lui a été donné en référence à Formose, l'ancien nom de Taïwan où a été découvert cette espèce.

## Publication originale
- Günther, 1872 : Seventh account of new species of snakes in the collection of the British Museum. Annals and Magazine of Natural History, ser. 4, vol. 9, p. 13-37 (texte intégral)